# Partido de Coronel Suárez
Coronel Suárez es uno de los 135 partidos que componen la provincia argentina de Buenos Aires.
Su cabecera es la ciudad homónima. El principal centro urbano es su cabecera, seguido por la localidad de Huanguelén.
Ubicado en el sudoeste de la provincia de Buenos Aires, el territorio del partido se dedica en un 80% a la agricultura y la ganadería. Su población está compuesta en gran medida por descendientes de alemanes del Volga.

## Población
El partido de Coronel Suárez cuenta con 38,320 habitantes (Indec, 2010), lo que representa un incremento del +4,05% frente a los 36,828 habitantes (Indec, 2001) del censo anterior.
| Gráfica de evolución demográfica de Partido de Coronel Suarez entre 1895 y 2022 |
|                                                                                 |

| Población | 4.798 | 18.654   | 30.645  | 30.211 | 30.961 | 32.354 | 35.710  | 36.828 | 38.320 | 42.110 |
| Variación | +0%   | +288,78% | +64,28% | -1,41% | +2,48% | +4,49% | +10,37% | +3,13% | +4,05% | +9,9%  |

### Localidades
- Coronel Suárez, cabecera, 23621 habitantes.
- Huanguelén, 6500 habitantes.
- San José (o Colonia II), 2234 habitantes.
- Santa María (o Colonia III), 1832 habitantes.
- Santa Trinidad (o Colonia I), 1474 habitantes.
- Villa Arcadia (conurbana con Sierra de la Ventana), 95 km de Coronel Suárez.
- Pasman, 165 habitantes, 37 km de Coronel Suárez.
- Cura Malal, 95 habitantes, 22 km de Coronel Suárez.
- Estación Piñeyro, 18 km de Coronel Suárez.
- D'Orbigny, 20 habitantes, 40 km de Coronel Suárez.
- Cascada, 11 habitantes, 52 km de Coronel Suárez.

(Datos según censo INDEC 2001).

### Parajes
- Quiñihual, 57 km de Coronel Suárez.
- Bathurst, 20 km de Coronel Suárez.
- Ombú, 49 km de Coronel Suárez.
- La Primavera, 18 km de Coronel Suárez.
- Otoño, 58 km de Coronel Suárez.
- Zoilo Peralta, 94 km de Coronel Suárez.
- zona rural, 1162 habitantes.
- El Triunfo, 62 km de Coronel Suárez por ruta, 45 km por tierra.
- Zentena, 18 km al sur de Huanguelén, por ripio.

## Gobierno municipal

### Intendentes municipales desde 1983
| Intendente                      | Mandato                                           | Partido | Partido    | Alianza | Alianza | Elecciones |
| ------------------------------- | ------------------------------------------------- | ------- | ---------- | ------- | ------- | ---------- |
| Domingo Nicolás Moccero         | 10 de diciembre de 1983 - 10 de diciembre de 1987 |         | PI         |         | —       | 1983       |
| Domingo Nicolás Moccero         | 10 de diciembre de 1987 - 2 de septiembre de 1990 | 1987    | PI         |         | —       |            |
| Julio Oscar Rubio               | 2 de septiembre de 1990 - 10 de diciembre de 1991 | 1987    |            | PI      | —       |            |
| Ricardo Oscar Wagner            | 10 de diciembre de 1991 - 10 de diciembre de 1995 |         | PJ         |         | FREJUFE | 1991       |
| Ricardo Alejo Moccero           | 10 de diciembre de 1995 - 10 de diciembre de 1999 |         | MV         |         | —       | 1995       |
| Ricardo Alejo Moccero           | 10 de diciembre de 1995 - 10 de diciembre de 1999 | 1999    | MV         |         | —       |            |
| Ricardo Alejo Moccero           | 10 de diciembre de 1999 - 10 de diciembre de 2003 | 2003    | MV         |         | —       |            |
| Ricardo Alejo Moccero           | 10 de diciembre de 2003 - 10 de diciembre de 2007 |         | H.A.C.E.R. |         | FPV     | 2007       |
| Ricardo Alejo Moccero           | 10 de diciembre de 2011 - 10 de diciembre de 2013 |         | MV         |         | —       | 2011       |
| Ing. Osvaldo Fuentes Lema       | 10 de diciembre de 2013 - 20 de mayo de 2015      |         | MV         |         | —       | 2011       |
| Ricardo Alejo Moccero           | 21 de mayo de 2015 - 10 de diciembre de 2015      |         | MV         |         | —       | 2011       |
| Roberto Carlos "Pachi" Palacios | 10 de diciembre de 2015 - 10 de diciembre de 2019 |         | PRO        |         | CBA     | 2015       |
| Ricardo Alejo Moccero           | 10 de diciembre de 2019 - 10 de diciembre de 2023 |         | MV         |         | FdT     | 2019       |
| Ricardo Alejo Moccero           | 10 de diciembre de 2023 - En el cargo             |         | MV         | UP      | 2023    |            |

1. ↑  Fallece en el cargo.
2. 1 2  Asume como interino.
3. ↑  Toma licencia para asumir como diputado provincial.
4. ↑  Retoma su mandato después de renunciar al cargo de diputado provincial.

### Poder Legislativo
El poder legislativo del Partido de Coronel Suárez se compone de un Concejo Deliberante, compuesto por 16 miembros, y un Consejo Escolar, compuesto por 6 miembros.

#### Concejo Deliberante
El Honorable Concejo Deliberante del Partido de Coronel Suárez tiene sede en el primer piso del Palacio Municipal ubicado en la ciudad homónima, cabecera del partido. A continuación, su composición actual para los ciclos 2021-2025 y 2023-2027:
| Concejal/Concejala        | Bloque | Bloque                            | Inicio del Mandato | Fin del Mandato |
| ------------------------- | ------ | --------------------------------- | ------------------ | --------------- |
| Andrea Mabel Acosta (P)   |        | Movimiento para la Victoria - UxP | 2023               | 2027            |
| Néstor Iván Carbini (PB)  |        | Movimiento para la Victoria - UxP | 2021               | 2025            |
| Mauro Moccero             |        | Movimiento para la Victoria - UxP | 2023               | 2027            |
| Elisabeth Minnig          |        | Movimiento para la Victoria - UxP | 2023               | 2027            |
| Hugo Schulmeister         |        | Movimiento para la Victoria - UxP | 2023               | 2027            |
| Valeria Negrin Belén (PB) |        | Alianza Juntos                    | 2023               | 2027            |
| María Lourdes Fernández   |        | Alianza Juntos                    | 2021               | 2025            |
| Ricardo Nicolás Salvi     |        | Alianza Juntos                    | 2021               | 2025            |
| Evangelina Arroquy        |        | Alianza Juntos                    | 2021               | 2025            |
| Ezequiel Filipuzzi        |        | Alianza Juntos                    | 2021               | 2025            |
| Juan Manuel Bonnaterre    |        | Alianza Juntos                    | 2023               | 2027            |
| Beatriz Analía Gurruchaga |        | Alianza Juntos                    | 2023               | 2027            |
| María Luján Speranza      |        | Alianza Juntos                    | 2021               | 2025            |
| Flavio Luis Diez (PB)     |        | UxP - Unidad y Renovación         | 2021               | 2025            |
| María José Lacoste        |        | UxP - Unidad y Renovación         | 2021               | 2025            |
| Alfredo Benz (PB)         |        | La Libertad Avanza                | 2023               | 2027            |

- P: Presidente del HCD.
- PB: Presidente de bloque.

#### Consejo Escolar
| Consejero/Consejera | Bloque | Bloque                            | Inicio del Mandato | Fin del Mandato |
| ------------------- | ------ | --------------------------------- | ------------------ | --------------- |
| Dante Ferrarelo (P) |        | Movimiento para la Victoria - UxP | 2023               | 2027            |
| Mónica Gieser       |        | Movimiento para la Victoria - UxP | 2023               | 2027            |
| Perla Soler         |        | Alianza Juntos                    | 2023               | 2027            |
| Claudia Desch       |        | Alianza Juntos                    | 2021               | 2025            |
| María Eugenia Bravo |        | Alianza Juntos                    | 2021               | 2025            |
| Alberto Guede       |        | Alianza Juntos                    | 2021               | 2025            |

## Orografía
Tiene elevaciones de los sistemas de Tornquist, Cura Malal y Sierra de La Ventana, con alturas de hasta 1200 m s. n. m.
Son sierras constituidas por sedimentos paleozoicos marinos, glaciares y continentales intensamente plegados, con arenisca, pizarra y conglomerado glacial.
El Sistema comienza en la Sierra de Puan, y sigue al sudeste con las sierras en paralelo Curumalán y Bravad. La Sierra Bravad se prolonga en la "Sierra de la Ventana", la más alta del sistema, con los cerros: Ventana, 1.136 m s. n. m. y Tres Picos de 1.293 m s. n. m. La gruta de Curumalán tiene petroglifos con datación desconocida.

## Sitios históricos del Partido
- Sitio fundacional: Palacio Municipal, "Parroquia Ntra. Sra. del Carmen" y Escuela N.º 1, "Domingo F.Sarmiento".
- Corralón Municipal
- Mercado de las Artes "Jorge Luis Borges"
- Matadero
- Mástil patrio
- Cristo Redentor
- Sinagoga
- Comandancia Gral. San Martín "Fuerte del Sauce Corto": línea de fronteras de 1871
- "Molino Quemado" en "La Curumalal"
- Museo histórico de Huanguelén
- Templo de la colonia alemana, Santa Trinidad
- Templo de la colonia alemana, San José
- Templo de la colonia alemana, Santa María
- Boliche de campaña "Del Paso Obligado"
- Boliche "El Triunfo"
- Edificio del antiguo "Ferrocarril del Sud" FCGR
- Plazoleta "Manzana de las luces"
- Plazoleta del Inmigrante
- Plazoleta del Agricultor
- Plazoleta Gesta de Malvinas
- Solar del Colegio Nacional
- Casa natal de Sergio Denis
- Casa de Adriel

## Hermanamientos
Coronel Suárez ha firmado vínculos de cooperación perdurables, en carácter de hermanamientos, con las siguientes ciudades:
- Schwabach, Baviera, Alemania (5 de noviembre de 2018).[9]